# Hydecroft Foot-Ball Club
Hydecroft Foot-Ball Club was een Braziliaanse voetbalclub uit de stad Jundiaí in de deelstaat São Paulo.
De club werd opgericht in 1913 en nam in 1914 deel aan het Campeonato Paulista. Het was de eerste keer dat een club uit een kleinere stad mocht deelnemen aan de competitie. De club stapte echter voor het einde van de competitie op.